# Francesc de Tamarit
Francesc de Tamarit i de Rifà (vers 1600 - 1653) fils de Pere de Tamarit i de Salbà, est un homme politique catalan, et une figure de premier plan lors du soulèvement de la Catalogne en 1640.
Il a été membre du Conseil des Cent et a agi souvent en tant que délégué du Braç Militar (ca). Il a été un des artisans du pacte de Céret et a participé à la bataille de Montjuic.

## Biographie
Le 22 juillet 1638 il a été élu au sort député militaire de la généralité, en compagnie du chanoine Pau Claris comme député ecclésiastique et Josep Miquel Quintana comme député royal.
En 1639, il a dirigé les troupes catalanes pour assiéger Salses, ce que va aboutir à la reconquête de la forteresse qui avait été prise par les Français quelques jours avant durant la guerre de Trente Ans. De retour à Barcelone, il a été accueilli triomphalement par le peuple.
Il a pris part aux négociations avec Bernard du Plessis-Besançon, délégué par le cardinal de Richelieu, qui finalement vont aboutir au pacte de Céret.
Le 18 mars 1640, le vice-roi comte de Santa Coloma, le fait emprisonner dans la prison de la cité, située sur la place du blé, dans une tour de la muraille romaine sur ordre du roi, sous l'accusation de ne pas faciliter le logement des troupes levées et consignées en Catalogne, ce qui a provoqué de violentes protestations; le 22 mai, devant l'attitude agressive du peuple qui exigeait la libération, le vice-roi s'est vu obligé à le remettre en liberté ainsi que Francesc Joan de Vergós i de Sorribes et Lleonard Serra. Mais la révolte a continué et le 7 juin, les manifestations ont repris, connues sous le nom de Corpus de Sang. Au cours de celles-ci, le vice-roi a été mis à mort.
Durant la guerre des faucheurs, il a dirigé la défense lors de la bataille de Martorell. Le 23 janvier 1641, il a été élu comme un des 10 membres du Conseil de Guerre qui devait organiser et diriger la défense de Barcelone, où il a fait preuve d'une grande efficacité, arrangeant et commandant les forces catalanes. Il a été un des principaux artisans de la victoire catalane sur l'armée royaliste de Pedro Fajardo y Pimentel, marquis de los Vélez, lors de la bataille de Montjuïc. Quelques mois après, il a joué un rôle important sur le front de Lérida.
En juillet, sa méfiance à l'égard de la France et la tournure sociale que prenait le soulèvement, l'ont conduit à se retirer.